# The Black Parade Is Dead!
Albums de My Chemical Romance
Live and Rare
(2007) The Black Parade: The B-Sides
(2008)
The Black Parade Is Dead! est le deuxième album live de My Chemical Romance.
Cet album contient un CD live, ainsi qu'un DVD de deux représentations du groupe (une à Mexico, et une autre dans le New Jersey).
L'album est sorti le 7 juillet 2008 en France. Il marque la fin de toute l'époque sombre et mystique de la Black Parade.

## Liste des chansons
1. The End 	2:34
2. Dead! 	3:17
3. This Is How I Disappear 	3:51
4. The Sharpest Lives 	3:18
5. Welcome to the Black Parade 	5:06
6. I Don't Love You 	3:47
7. House of Wolves 	3:38
8. Interlude 	1:01
9. Cancer 	3:17
10. Mama 	5:21
11. Sleep 	5:31
12. Teenagers 	3:04
13. The Black Parade Is Dead 	1:01
14. Disenchanted 	4:59
15. Famous Last Words 	5:10
16. Blood 	1:22

## Certifications
| Pays              | Certification |
| ----------------- | ------------- |
| Royaume-Uni (BPI) | Argent        |